# Ківерці
Кі́верці — місто у Луцькому районі Волинської області, центр Ківерцівської міської громади. Райцентр Ківерцівського району до 2020 року. Населення – 14,9 тис. мешканців (2005). Шлях до обласного центру проходить автотрасою Р14.

## Походження назви
Назву «ківерці» історики пов'язують з назвою стародавнього племені тиверці, яке жило на берегах річки Дністер та в гирлі Дунаю. В кінці XI — на початку XII століття під натиском кочових племен тиверці відійшли на північ. Невеликими групами розселились вони і територією Волині. З часом найменування видозмінилось на «ківерці» і в такому вигляді закріпилося за місцем поселення племені.

## Історія
Місто Ківерці своїй появі на географічній карті завдячує розвитку залізничного будівництва, яке активізувалося після скасування кріпосного права в Росії 1861 року.
У 1870—1873 роках між містами Рівне і Ковель прокладали залізничну колію, а за 7 км від села Ківерці (тепер Прилуцьке) спорудили станцію з однойменною назвою. 1890 року військове відомство царської Росії проклало через Ківерці залізницю, а пізніше — колію на Луцьк, Львів. Містечко стало важливим залізничним вузлом.
У 1929 р. на Ківерці поширені правила міської забудови.
Визволення Ківерцівщини,  як і всієї Волині, здійснювалося в рамках Рівненсько-Луцької наступальної операції  27 січня — 11 лютого 1944 року військами 13-ї армії (командуючий генерал-лейтенант, Герой Радянського Союзу Микола Пухов)  1-го Українського фронту (командуючий генерал армії Микола Ватутін).
У смузі наступу на Луцьк єдиним укріпленим опорним пунктом було селище Ківерці, визволення якого покладалося на 4-й та 7-й полки (полковники Йосип Бєлих, Герой Радянського Союзу, уродженець Волині, та Михайло Мнищенко) 2-ї гвардійської кавалерійської дивізії (командир генерал-майор Хаджі-Умор Мамсуров) 1-го гвардійського кавалерійського корпусу генерал-лейтенанта Віктора Баранова.
Вночі з 31 січня на 1 лютого в Ківерцях побувала розвідка 7-го гвардійського кавалерійського полку (лейтенант Мізенцов) та корпусна розвідка (лейтенант Соколянський). Зібрані дані доповнили партизани та місцеві жителі.
Начальник  оперативного відділу штабу 7-го кавалерійського корпусу Григорій Токарєв пригадував: «Десь за 10-15 км від Ківерців до нас прийшли партизани і повідомили, що в селищі укріпився піхотний батальйон німців і така ж кількість угорців, навколо залізничної станції викопано траншеї і встановлено вогневі точки, а лінію оборони вздовж залізничного полотна обнесено колючим дротом».
В ході наступу вранці 1 лютого угорські піхотинці після незначного опору відступили в напрямку Луцька та Рожищ. Німці, відстрілюючись, відходили до Луцька, але їх відступ зупинив ескадрон 4-го полку. Залишки ворога були загнані в болото, у районі нинішнього луцького повороту, і знищені.
В бою за селище і станцію Ківерці нацисти втратили більше 250 солдатів і офіцерів убитими, кількасот було поранено, багато взято в полон. Наступаючими силами захоплено 12 кулеметів, 8 мінометів, іншу зброю та боєприпаси, близько 100 вагонів з награбованим вантажем, склади з продуктами.
На початку 1946 року почали оселятися в селі депортовані українські сім'ї з Холмщини. Які на підставі «Угоди між Урядом Української Радянської Соціалістичної Республіки і Польським Комітетом Національного визволення про евакуацію українського населення з території Польщі і польських громадян з території УРСР» з вересня 1944 були вивезені в південні області України, але з браку елементарних умов для життя вони були змушені шукати кращих теренів для оселення.
Серед переселених забужан багато було мешканців з Черничина.
Статус міста населений пункт Ківерці отримав 1951 року.
27 липня 2014 року митрополит Луцький і Волинський Михаїл освятив нову церкву Рівноапостольної княгині Ольги в Ківерцях, потім очолив першу Божественну Літургію.

## Населення
Згідно з переписом населення 2001 року у Ківерцях проживала 9691 особа.

### Динаміка населення[5]
| 1959  | 1970   | 1979   | 1989   | 1992      | 2001   | 2006   | 2011   | 2016   | 2021   | 2022   |
| ----- | ------ | ------ | ------ | --------- | ------ | ------ | ------ | ------ | ------ | ------ |
| 9 383 | 13 027 | 15 215 | 16 722 | 17,6 тис. | 16 678 | 16 145 | 14 916 | 13 971 | 13 917 | 13 798 |

### Національний склад
Розподіл населення за національністю за даними перепису 2001 року:
| Національність  | Відсоток |
| --------------- | -------- |
| українці        | 96,49 %  |
| росіяни         | 2,81 %   |
| білоруси        | 0,21 %   |
| поляки          | 0,12 %   |
| інші/не вказали | 0,37 %   |

### Мова
Розподіл населення за рідною мовою за даними перепису 2001 року:
| Мова       | Відсоток |
| ---------- | -------- |
| українська | 97,05 %  |
| російська  | 2,71 %   |
| білоруська | 0,06 %   |
| румунська  | 0,05 %   |
| польська   | 0,04 %   |
| циганська  | 0,03 %   |
| болгарська | 0,01 %   |
| вірменська | 0,01 %   |
| угорська   | 0,01 %   |

## Економіка

### Підприємства міста
ВАТ «Ківерціспецлісмаш» м. Ківерці — верстати для первинної обробки деревини, лісопильні верстати, торцювальні верстати, верстати для розпилювання брусів; чисельність — 96;
ТзОВ «Тартак» м. Ківерці — клепки для заливних бочок, ліжка дерев'яні, матраци, паркет дерев'яний, фреза дубова; чисельність — 74;
ДП «Ківерцівське лісове господарство» м. Ківерці- заготовки дубові, мягколистяні, ясенові; ламель дубова; палети; пиломатеріали; вагонка; столярні вироби (дверні блоки, дверні полотна), паркет штучний; щити меблеві і фанеровані; консервна продукція; хвойний екстракт; скипидар; каніфоль; чисельність — 273;
ПП «Станколіс» м. Ківерці- верстати круглопильні, торцювальні, транспортери, відсікач колод; чисельність — 43;
ТзОВ «Волиньагропродукт» м. Ківерці — хлібобулочні вироби; чисельність — 62;
ТзОВ «Лозня» м. Ківерці — морква та зелень сушені; чисельність — 26;
ТОВ «Світло Пак» м. Ківерці- виробництво виробів з поліетилену; чисельність — 50;
ТзОВ «Атлант Плюс» м. Ківерці- виробництво металопластикових вікон та дверей; чисельність — 16;
ПП «Бетонотехніка» м. Ківерці- виробництво піноблоків, форм та змішувачів пінобетону; чисельність — 12.

## Культура

### Релігія
Адвентисти сьомого дня — громада нараховує 50 членів церкви.

## Природно-заповідний фонд
На околицях міста Ківерці, у межах території, підпорядкованій Ківерцівському лісництву, розташовані такі природоохоронні об'єкти:

### Ботанічні пам'ятки природи
Ділянка лісу-1, Дубовик, Дубососнина, Дуб-патріарх, Лісодуб, Чистий дубняк.

### Заповідні урочища
Діброва, Діброва-1, Зозулині черевички, Ківерцівська Дача-1, Ківерцівська Дача-6, Ківерцівське.

## Відомі люди
- Грицюк Олександр Костянтинович (1976—2023) — солдат Збройних сил України. Учасник російсько-української війни.
- Прокопчук Вадим Миколайович (2001—2024) — солдат Збройних сил України, учасник російсько-української війни.
- Ярмольчук Григорій Іванович (1923—2015) — вояк УПА, почесний громадянин Ківерців.

### Народилися
- Ольга Бельська (1922—1996) — польська актриса українського походження.
- Бельський Вадим Анатолійович (1993—2023) — молодший сержант Збройних сил України, учасник російсько-української війни.
- Камінський Маріс Айдинович (1990—2017) — капітан Збройних сил України, учасник російсько-української війни.
- Кралюк Петро Михайлович — український філософ, письменник, публіцист.
- Коболев Володимир Павлович — відомий український вчений-геофізик, доктор геологічних наук, професор.
- Криворучко Юрій Іванович — начальник управління архітектури, голова архітектурно-містобудівної ради при управлінні архітектури, головний архітектор Львова.
- Лонський Владислав Олегович — капітан Збройних сил України, учасник російсько-української війни. Герой України (посмертно).
- Мандрика Віктор Полікарпович — український військовик, журналіст. Капітан 2-го рангу. Головний редактор газети Флот України (1994—1998).
- Мельник Тетяна Миколаївна — український економіст.
- Михайленко Віталій Ігорович (1985—2014) — солдат Збройних сил України, учасник російсько-української війни.
- Музичук Олександр Миколайович (* 1973) — український юрист.
- Опанасюк Олександр Петрович — композитор, музикознавець, педагог.
- Данута Вербицька[pl] — польська стоматолог і політик, посланниця до Сейму першої каденції (нар. 1930).
- Збіґнєв Залуський — польський письменник, есеїст та кіносценарист (1926—1978).
- Павлюк Ігор Зиновійович — український письменник і науковець, у місті пройшло його дитинство.
- Скіра Ігор Антонович (1961—2015) — старший лейтенант Збройних сил України, учасник російсько-української війни.
- Струцюк Йосип Георгійович — письменник, заслужений діяч мистецтв України, із 1982 по 1987 роки працював кінорежисером у Ківерцях у самодіяльній народній кіностудії «Джерела».
- Романчук Вікторія Олександрівна — українська художниця.
- Гринюк Володимир Володимирович (1986) — майор Збройних сил України, Герой України (2015), учасник російсько-української війни.

## Галерея

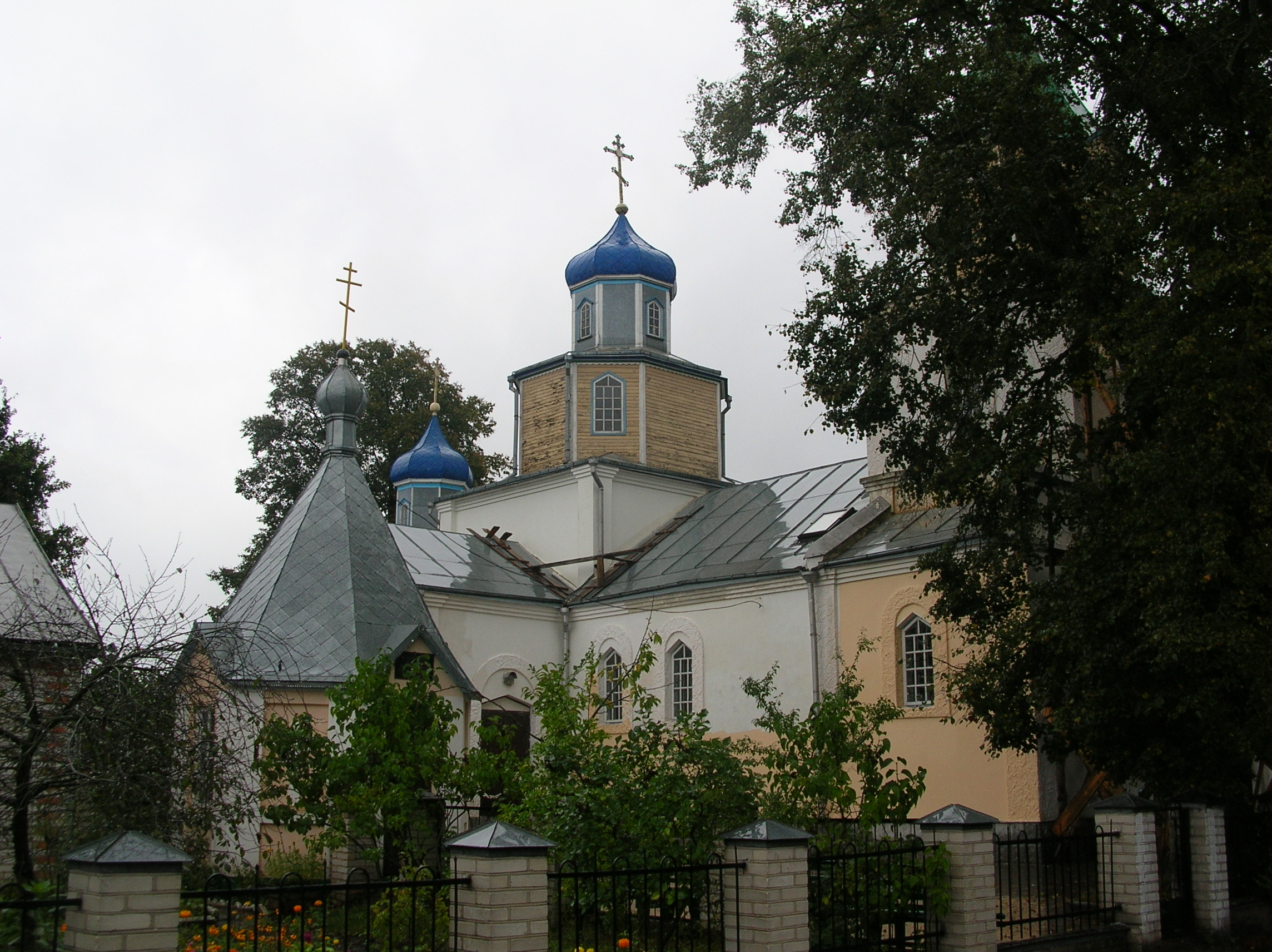
Церква московського патріархату
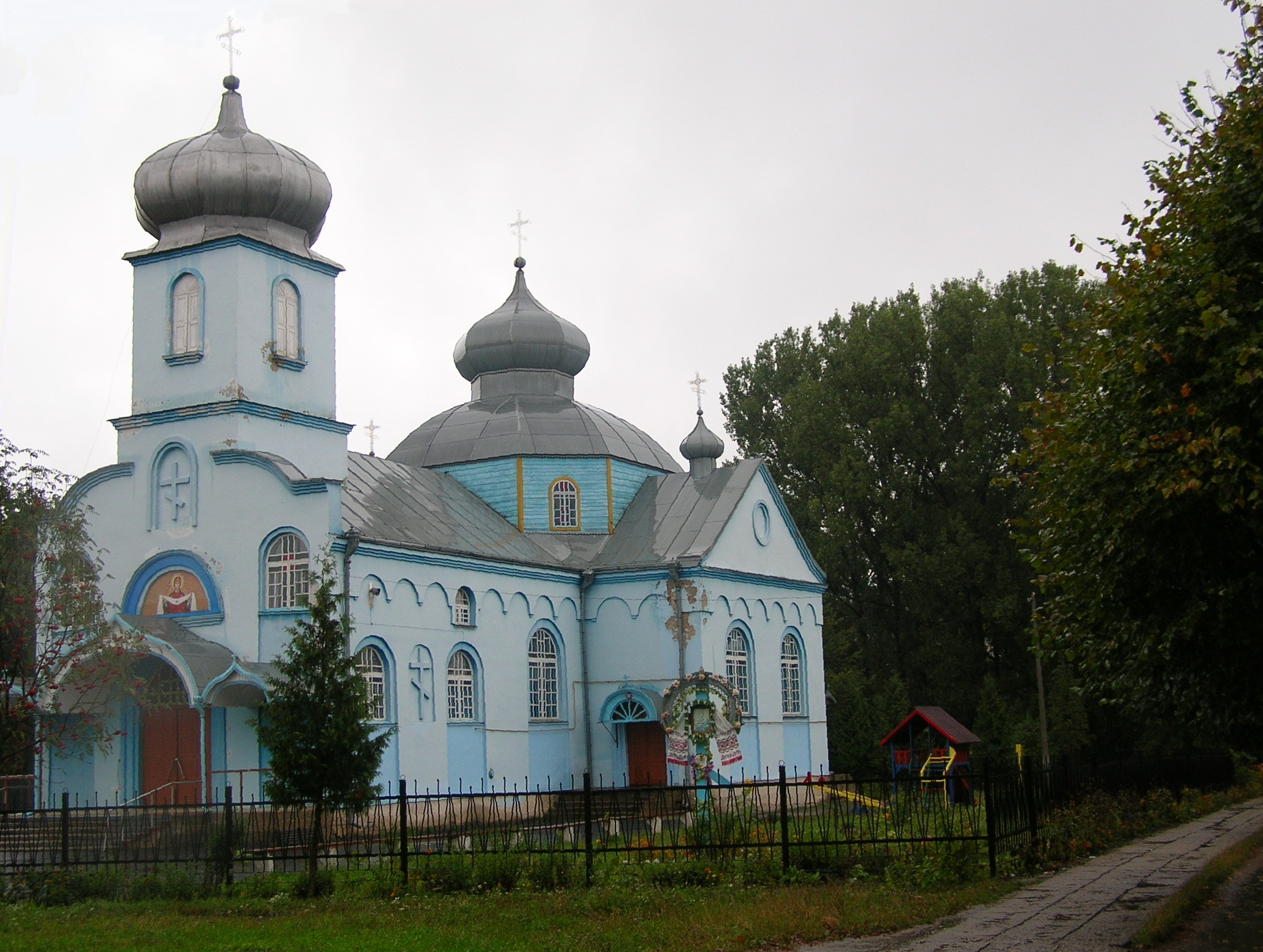
Церква Київського патріархату